# 朱翊銘 (台灣)
朱翊銘（1992年11月8日—），原名朱智德，為臺灣政治人物、社會運動者、身障人士性權義工、AV男優、手天使，亦是藝人、Youtuber孫健豪前經紀人，曾兩度代表台灣維新黨參選立法委員，均未當選。

## 學歷
- 國立臺灣大學政治學系輔哲學系畢業[2]
- 國立陽明交通大學醫學院腦科學研究所肄業

## 經歷
- 台灣無條件基本收入協會理事
- 障礙者服務人員產業工會籌備會發起人
- 手天使義工

## 事件
2019年11月14日，宣布代表台灣維新參選2020年中華民國立法委員選舉臺中市第八選舉區立法委員，最終落選。
2021年9月27日， 作為台灣的大麻合法化運動倡議人物，朱翊銘在臺北市的住家樓下遭到桃園市政府警察局龜山偵查隊第四小隊以販賣二級毒品大麻為由越區突襲搜索，其執法行動導致朱翊銘身上多處割傷、擦傷與挫傷，現場僅搜出合法的天然植物製品與電子菸，但仍將朱翊銘上銬帶走；事發後楊時睿發現朱翊銘的直播影片，第一時間迅速聯絡大員法律事務所人權律師與李菁琪律師協助處理。朱翊銘在2021年9月28日對執法不當主張提審，但被臺北地方法院駁回，然而他亦因無直接證據由臺北地方檢察署無保釋放。
2022年11月5日，時任前台南縣長蘇煥智團隊幕僚的朱翊銘，因為有感於台北市市長選舉不公，故團隊決策由朱翊銘於電視辯論會時入場抗議，其為抗議台北市市市長電視台辯論會舉辦不公，喬裝成電視台工作人員成功闖進會場並上台抗議。警察於逮捕其過程中，其對媒體說明抗議訴求為電視台舉辦辯論不公，妨害市民知的權益，電視台枉顧作為大眾公器的社會責任。作為台灣史上第一次有人闖入台灣首都市長電視辯論會台上抗議，不只被全台媒體報導並被外媒報導。事後主辦電視辯論會的三立電視台發表措辭強硬的聲明並對其提告。最後，司法訴訟結束法院肯定其行為為促進公共利益之目的，符合公民不服從之要件，故判決不起訴處分。
2023年11月23日，宣布代表台灣維新參選2024年中華民國立法委員選舉臺北市第六選舉區立法委員，最終落選。
2024年1月7日，中國國民黨副總統候選人趙少康晚間陪同立委候選人羅智強在臨江街觀光夜市掃街時，遭遇台灣維新立委候選人朱翊銘闖過維安突襲抗議，其主張中國國民黨羅智強不傾聽民意也不敢交流意見，其被維安壓制時喊道：「羅智強來辯論！」場面一度混亂，最終朱翊銘遭維安警力上銬帶走。
2024年6月16日，與藝人孫健豪持火槍出現在信義區夜店，19日北市刑警大隊前往兩人住家搜索，未料其失控動手毆警遭壓制，依違反《槍砲彈藥刀械管制條例》和妨害公務罪送辦。但經北檢複訊出來後，他解釋為誤傳，澄清他沒有毆打警察，強調絕對不會傷害他人。

## 勞權運動
從高中開始投入勞工運動，是勞權公投聯盟成員，左翼聯盟發起人之一。參與2018台灣勞權公投，曾主持秋鬥，聲援勞工運動如2019年長榮航空空服員罷工事件、國道收費員自救抗爭馬拉松、學生勞動權益抗爭、中國佳士工人抗議運動等。

## 選舉紀錄
| 1        | 翁美春   | 民主進步黨    | 62,471票 | 38.92%                        |                               |
| 2        | 江啟臣   | 中國國民黨    | 94,750票 | 59.03%                        | 當選                          |
| 3        | 朱智德   | 台灣維新      | 2,614票  | 1.63%                         |                               |
| 4        | 劉星龍   | 無黨籍        | 664票    | 0.41%                         |                               |
| 選舉日期 | 選舉日期 | 2020年1月11日 | 選舉人數 | 211,362人                     | 211,362人                     |
| 投票率   | 投票率   | 77.15%        | 投票人數 | 有效：160,499人 無效：2,560人 | 有效：160,499人 無效：2,560人 |

| 2024年臺北市第六選舉區立法委員選舉結果 | 2024年臺北市第六選舉區立法委員選舉結果 | 2024年臺北市第六選舉區立法委員選舉結果 | 2024年臺北市第六選舉區立法委員選舉結果 | 2024年臺北市第六選舉區立法委員選舉結果 | 2024年臺北市第六選舉區立法委員選舉結果 |
| 號次                                   | 候選人                                 | 推薦之政黨                             | 得票數                                 | 得票率                                 | 當選標記                               |
| -------------------------------------- | -------------------------------------- | -------------------------------------- | -------------------------------------- | -------------------------------------- | -------------------------------------- |
| 1                                      | 張雪卿                                 | 制度救世島                             | 896                                    | 0.54%                                  |                                        |
| 2                                      | 苗博雅                                 | 社 社會民主黨 （民主進步黨禮讓、支持） | 74,375                                 | 44.78%                                 |                                        |
| 3                                      | 崔建章                                 | 臺灣雙語無法黨                         | 2,202                                  | 1.33%                                  |                                        |
| 4                                      | 羅智強                                 | 中國國民黨                             | 87,973                                 | 52.96%                                 |                                        |
| 5                                      | 朱翊銘                                 | 台灣維新                               | 660                                    | 0.4%                                   |                                        |
| 選舉人數                               | 選舉人數                               | 選舉人數                               | 233,123                                | 233,123                                | 233,123                                |
| 投票數                                 | 投票數                                 | 投票數                                 | 170,541                                | 170,541                                | 170,541                                |
| 有效票                                 | 有效票                                 | 有效票                                 | 166,106                                | 166,106                                | 166,106                                |
| 無效票                                 | 無效票                                 | 無效票                                 | 4,435                                  | 4,435                                  | 4,435                                  |
| 投票率                                 | 投票率                                 | 投票率                                 | 73.15%                                 | 73.15%                                 | 73.15%                                 |